# ГЕС Байсе
ГЕС Bǎisè (百色水利枢纽) — гідроелектростанція на півдні Китаю у провінції Гуансі. Використовує ресурс із річки Bo'ai, правої твірної Юйцзян, котра в свою чергу є лівим витоком річки Юцзян. Остання впадає праворуч до основної течії річкової системи Сіцзян (завершується в затоці Південно-Китайського моря між Гуанчжоу та Гонконгом) на межі ділянок Qian та Xun.
В межах проекту річку перекрили греблею із ущільненого котком бетону висотою 130 метрів, довжиною 720 метрів та шириною по гребеню 10 метрів. Крім того, для закриття сідловин на лівобережжі знадобились дві допоміжні споруди — насипна висотою 39 метрів та бетонна висотою 26 метрів. Разом вони утримують велике водосховище з об'ємом 4,8 млрд м3 (корисний об'єм 2,62 млрд м3) та припустимим коливанням рівня поверхні у операційному режимі між позначками 203 та 228 метрів НРМ (під час повені рівень може зростати до 233,5 метра НРМ, а об'єм — до 5,6 млрд м3).
Споруджений у підземному виконанні пригреблевий машинний зал обладнали чотирма турбінами потужністю по 135 МВт, які використовують напір у 88 метрів та забезпечують виробництво 1,7 млрд кВт-год електроенергії на рік.